# Gustavo Zurbriggen
Gustavo Gabriel Zurbriggen (ur. 26 listopada 1963 w Curupaity) – argentyński duchowny rzymskokatolicki, w latach 2013–2023 prałat terytorialny Deán Funes, biskup Concordii od 2023.

## Życiorys
Święcenia kapłańskie otrzymał 26 października 1990. Pracował duszpastersko w parafiach diecezji Rafaela. W latach 2006–2011 był proboszczem parafii katedralnej.
12 października 2011 otrzymał nominację na koadiutora prałatury terytorialnej Deán Funes. Sakry biskupiej udzielił mu 9 grudnia 2011 biskup Rafaeli, Carlos María Franzini. 21 grudnia 2013 objął rządy w prałaturze.
21 czerwca 2023 papież Franciszek mianował go biskupem diecezji Concordii.